# Kristina Schröder
Kristina Schröder, född Köhler 3 augusti 1977 i Wiesbaden, är en tysk konservativ politiker tillhörande partiet Kristdemokratiska unionen (CDU). Hon var från 30 november 2009 till 17 december 2013 Tysklands minister för familje-, äldre-, kvinno- och ungdomsfrågor i regeringen Merkel II. Hon har varit ledamot av Tysklands förbundsdag sedan 2002. I samband med valet i september 2013 meddelade hon att hon inte kandiderade till någon ny regeringspost under den kommande mandatperioden utan ville ägna mer tid åt sin dotter.

## Biografi
Schröder blev som student medlem i Junge Union (JU) 1991 och 1994 medlem i moderpartiet CDU.
Schröder avlade studentexamen 1997 vid Diltheyschule i Wiesbaden och studerade därefter sociologi, historia, filosofi och statsvetenskap vid Johannes Gutenberg-Universität Mainz. 2002 avslutade hon studierna med en examen i sociologi.
Under studietiden var hon från 1997 till 2002 verksam som medarbetare till den hessiska lantdagsledamoten Birgit Zeimetz-Lorz (CDU) och var från 1998 till 2002 verksam som forskningsassistent vid institutet för sociologi vid Mainz universitet. Parallellt med sitt ledamotskap i förbundsdagen från 2002 doktorerade hon fram till april 2009 vid institutet för statsvetenskap vid Mainz universitet.
Schröder tillhör den gammallutheranska Selbständigen Evangelisch-Lutherischen Kirche. Hon är gift med den parlamentariska statssekreteraren och förbundsdagsledamoten Ole Schröder (CDU).

## Verk
- Gerechtigkeit als Gleichheit? – Eine empirische Analyse der objektiven und subjektiven Responsivität von Bundestagsabgeordneten [doktorsavhandling]. VS Verlag für Sozialwissenschaften, Wiesbaden 2010, ISBN 978-3-531-17053-4[9]

## Fotnot
1. ↑  Stammdaten aller Abgeordneten des Deutschen Bundestages, läs online, läst: 13 april 2018.[källa från Wikidata]
2. ↑  Brockhaus Enzyklopädie, Brockhaus Enzyklopädie-ID: schröder-kristina.[källa från Wikidata]
3. ↑  Munzinger Personen, Munzinger person-ID: 00000028100, läst: 9 oktober 2017.[källa från Wikidata]
4. ↑  Gemeinsame Normdatei, läst: 10 december 2014.[källa från Wikidata]
5. ↑  Stammdaten aller Abgeordneten des Deutschen Bundestages, läs online, läst: 28 december 2018.[källa från Wikidata]
6. ↑  bundestag.de, 15 januari 1996.[källa från Wikidata]
7. ↑  läs online, webarchiv.bundestag.de , läst: 29 oktober 2021.[källa från Wikidata]
8. ↑  Holl, Thomas & Rasche, Uta (22 september 2013). ”Abschied vom Ministeramt: Kristina Schröder will mehr Zeit für Lotte”. Frankfurter Allgemeine Zeitung. http://www.faz.net/aktuell/politik/bundestagswahl/abschied-vom-ministeramt-kristina-schroeder-will-mehr-zeit-fuer-lotte-12586077.html. Läst 19 december 2013.
9. ↑  Gerechtigkeit als Gleichheit? VS Verlag für Sozialwissenschaften - GWV Fachverlage GmbH, aufgerufen am 3. Januar 2010